# Сјећаш ли се Доли Бел?
Сјећаш ли се Доли Бел? (лат. Sjećaš li se Dolly Bell?) је хумористичко-драмски филм Емира Кустурице из 1981. године. Ово је први дугометражни филм који је Кустурица режирао, а сценарио је написао Абдулах Сидран. Филм прати младића Дина (Славко Штимац), који спознаје свет и одраста уз филмове које гледа у локалном биоскопу и музику коју слуша у омладинском центру, док истовремено доживљава своју прву љубав заљубљујући се у проститутку Доли Бел (Љиљана Благојевић) коју, по захтеву њеног макроа, треба да сакрије.
Овај филм се често узима као почетак нове босанске школе филма, која је представљала фантастичну симбиозу италијанског надреализма Федерика Фелинија и високопрофесионалних искустава прашке академије за филм и телевизију, а која је завршила филмовима Кудуз и Празник у Сарајеву почетком деведесетих година 20. века.
Филм је освојио награду Сребрни лав за најбољи дебитантски рад на Филмском фестивалу у Венецији.  Био је југословенски кандидат за Оскара у категорији за најбољи филм ван енглеског говорног подручја, али није ушао у ужи избор за награду.

## Радња
Радња филма смештена је током 1960-их година у Сарајеву. Омладински центар одлучује да оснује забавни оркестар како би спречио омладину да се придружује криминалним бандама. Један од кандидата је Дино, младић опседнут хипнозом, коју види као начин живота, па чак и начин да се рашири комунизам. Динов отац с друге стране, не гледа на комунизам исто као и Дино, те се противи хипнози и мисли како од ње нема ништа. Такође често долази кући навече пијан, након чега сазива породичне састанке.
Када Дино не вежба хипнозу, често је у друштву својих пријатеља, с којим једне ноћи оде да погледа филм у биоскопу. У биоскопу се те ноћи пушта филм Европа ноћу, италијанског редитеља Алесандра Бласетија. Током филма појављује се стриптизета по имену Доли Бел, која очара све младиће у публици. Касније се слуша песма 24 Mila Baci Адријана Челентана, која ће се често понављати кроз филм.
Једнога дана Брацо, улични деликвент, наређује Дину да сакрије његову девојку. Дино одмах осети привлачност према овој предивној, наизглед невиној девојци, која ради као проститутка и стриптизета под именом Доли Бел. Убрзо се њих двоје спријатеље; Доли га учи љубљењу, а он њу писању и нечему о хипнози. Једне ноћи, Брацо наређује свим Диновим пријатељима да силују Доли, како би се припремила за свет проституције у који мисли да је уведе.
Динов отац ускоро завршава у болници, примарно због опсесивног пушења и конзумирања алкохола, док је у међувремену Доли одведена из скровишта. Дино сазнаје где Доли наступа једне вечери и одлази да је види, након чега воде љубав. Брацо убрзо долази и пребија Дина.
Недуго након тога, Динов отац умире у властитој постељи. Истога дана дугоочекивани нови инструменти долазе како би се коначно окупио забавни оркестар, у којем Дино свира гитару и пева. Прва песма коју су одсвирали била је 24 Mila Baci, коју је Дино често вежбао и певао кроз филм. Филм завршава одласком Динове породице према новом стану у Сарајеву, који су сви дуго чекали.

## Улоге
| Глумац             | Улога        |
| ------------------ | ------------ |
| Славко Штимац      | Дино         |
| Слободан Алигрудић | отац Махо    |
| Љиљана Благојевић  | Доли Бел     |
| Мира Бањац         | мајка Сена   |
| Павле Вуисић       | тетак        |
| Боро Стјепановић   | цвикераш     |
| Нада Пани          | тетка        |
| Саша Зуровац       | Владo Кликер |

## Пријем
Сјећаш ли се Доли Бел? је доживео невероватан критички и комерцијални успех, како у Југославији тако и у иностранству.
У својој рецензији за загребачки Вјесник, критичарка Мира Боглић је позитивно упоредила филм са делима Федерика Фелинија и Иве Андрића и написала: „Код овог филма је тешко разлучити удео сценариста од удела режисера, јер филм је направљен чини се у идеалној сарадњи. Деца исте средине, Сидран и Кустурица, носе негде у себи то Сарајево и људе у њему, те мале породице, те домове културе с аматерским оркестрима, те породичне ручкове уз свирку жица са саза, питама и гурабијама, те жалосне смрти на туберкулозним одељењима болница с опуштеним вртовима у којима шетају осушене људске прилике. Све је то дубоко доживљено и ефектно донесено у филм, где живи посебним и осебујним животом дирајући у најскривеније струне људске емотивности.”
Критичар Богдан Калафатовић је, у рецензији за часопис Књижевна реч, написао: „Пошавши од изврсно разрађеног сценарија песника Абдулаха Сидрана, Кустурица је створио филм изузетног шарма и оригиналности, филм који готово опчињава отвореношћу свог пледоајеа и спонтаношћу свога исказа. Ван сваке је сумње, наравно, да су већ у сценаристичком ткиву Абдулаха Сидрана биле садржане претпоставке за један успешан филм, али му је тек Кустуричина режија дала особену и непоновљиву боју.” Калафатовић је окончао своју рецензију написавши: „Доли Бел је филм који је у стању да разоружа и највећег скептика. Осим тога, то је филм који је публика у стању да прати са нивоа просечног укуса, без обзира што је у питању, исто тако, дело значајних уметничких врлина.”

## Награде
Листа значајнијих награда које је филм освојио или за које је био номинован:
| Награда                                              | Категорија                                        | Номинован              | Резултат |
| ---------------------------------------------------- | ------------------------------------------------- | ---------------------- | -------- |
| Награде Филмског фестивала у Пули                    | Златна арена за сценариј                          | Абдулах Сидран         | Освојено |
| Награде Филмског фестивала у Пули                    | Златни вијенац за дебитантски филм                | Емир Кустурица         | Освојено |
| Награде Филмског фестивала у Пули                    | Плакета са дипломом                               | Емир Кустурица         | Освојено |
| Награде Филмског фестивала у Пули                    | Награда листа младост младим ауторима-дебитантима | Емир Кустурица         | Освојено |
| Награде Фестивала — „Филмски сусрети”                | Награда Цар Константин                            | Слободан Алигрудић     | Освојено |
| Награде Фестивала филмског сценарија у Врњачкој Бањи | Друга награда за сценарио                         | Абдулах Сигран         | Освојено |
| Награде Фестивала филмског сценарија у Врњачкој Бањи | Награда града домаћина                            | Слободан Алигрудић     | Освојено |
| Награде Филмског фестивала у Венецији                | Сребрни лав за најбољи дебитантски рад            | Сјећаш ли се Доли Бел? | Освојено |
| Награде Филмског фестивала у Венецији                | Награда FIPRESCI                                  | Сјећаш ли се Доли Бел? | Освојено |
| Награде Филмског фестивала у Венецији                | Награда AGIS                                      | Сјећаш ли се Доли Бел? | Освојено |